# Лимай, Фатмир
Фатмир Лимай (алб. Fatmir Limaj; 4 февраля 1971, Баня, возле Сува-Реки) — косовский военный и политический деятель.
Он был одним из основателей Демократической партии Косова, где считался правой рукой Хашима Тачи. С 2014 года он является одним из лидеров (вместе с Якупом Красничи) политической партии «Инициатива для Косова».

## Биография
Лимай происходит из древнего албанского фиса (клана) Тачи (Thaçi). Изучал юриспруденцию в начале 1990-х. В 1998 году он присоединился к Армии освобождения Косова и участвовал в Косовской войне, командовал сектором Лапушник. Его псевдонимом был Çeliku (Сталь).
В 2003 году он был обвинён Международным трибуналом по бывшей Югославии, наряду с Исаком Муслиу и Харадином Бала, в совершении военных преступлений как против сербов, так и против албанцев, которые сотрудничали с сербами во время войны в Косове.
Он был арестован в городе Краньска Гора, в Словении, 18 января 2003 г., став первым членом АОК, обвинённым за факты войны в Косове. Обвинения состояли из пяти пунктов в преступлениях против человечности (пытки, убийства, бесчеловечные акты) и пяти за военные преступления (жестокое обращение, пытки, убийство). Согласно обвинительному заключению эти преступления были совершены в лагере Лапушник. Его адвокатом стал Карим Ахмад Хан.
В ноябре 2005 года он был оправдан по всем пунктам обвинения за отсутствием доказательств, и наряду с Исаком Муслиу встречен в Косове как герой, в то время как Харадин Бала был приговорён к 13 годам лишения свободы. Как подчеркнул в сентябре 2007 г. итальянский юрист Фаусто Почар, Фатмир не был причастен ни к одному из вменяемых ему преступлений. 
Член Ассамблеи Косова. С января 2008 по октябрь 2010 года он был министром транспорта и связи в правительстве его родственника Хашима Тачи.